# IMF (формат файлу)
IMF — тип аудіофайлів, створений id Software для звукової карти AdLib для використання в комп'ютерних іграх фірми.

## Загальна інформація
Розроблений компанією id Software 1991 року. Назва формату утворена від абревіатури «id music file» чи «id's music format». Існує дві версії формату: Type-0 format та Type-1 format.
IMF-файл є потоком байтів, що надсилаються на OPL2-чіп звукової карти AdLib, який використовує FM-синтез для створення звуку. За структурою дещо нагадує MIDI-формат. IMF базується на синтаксисі команд AdLib з мінімальними модифікаціями. Через обмежені можливості і відносно низьку якість звуку не використовується у створенні нових ігор починаючи з кінця 1990-х років.
Після видобування з гри файли IMF можна відтворювати за допомогою спеціальних звукових бібліотек, що імітують роботу картки AdLib. Один з найпопулярніших — AdPlug, що використоється, наприклад, як плагін для Winamp.

## Застосування
Значна кількість музики для ігор id Software була написана Робертом Принцем саме у форматі IMF. Окрім того, цей аудіоформат використовували у своїх іграх і інші розробники, наприклад, Apogee Software. Серед комп'ютерних ігор, де використовувалися IMF-файли слід відзначити: Bio Menace, Blake Stone: Aliens of Gold, Blake Stone: Planet Strike, Catacomb 3-D, Commander Keen 4-6, Corridor 7, Cosmo's Cosmic Adventure, Duke Nukem II, Major Stryker, Monster Bash, Operation Body Count, Spear of Destiny, Hocus Pocus та Wolfenstein 3D.